# Julian Köster
Julian Köster (Bielefeld, 16 de marzo del 2000) es un jugador de balonmano alemán que juega de central o lateral izquierdo en el VfL Gummersbach de la Bundesliga.
Su primer gran campeonato con la selección fue el Campeonato Europeo de Balonmano Masculino de 2022.

## Palmarés

### Selección nacional
| Juegos Olímpicos | Juegos Olímpicos | Juegos Olímpicos | Juegos Olímpicos |
| Año              | Lugar            | Medalla          |                  |
| ---------------- | ---------------- | ---------------- | ---------------- |
| 2024             | París            | Medalla de plata |                  |

## Clubes
| Club               | País     | Año         |
| ------------------ | -------- | ----------- |
| TSV Bayer Dormagen | Alemania | 2018 - 2020 |
| VfL Gummersbach    | Alemania | 2020 - Act. |